# XPT
XPT (förkortning av eXpress Passenger Train) är ett snabbtåg i New South Wales som körs av NSW Trainlink. Tåget körs på delstatens huvudlinjer till Melbourne, Brisbane, Dubbo, Grafton samt Casino.

## Historia

### Bakgrund och upphandling (1976–1979)
I maj 1976 röstades in en ny delstatsregering ledd av Neville Wran. Under valkampanjen hade huvudfrågan varit kollektivtrafik, och bland annat hade Wran lovat att förbättra delstatens fjärrtåg. I oktober samma år meddelades det att regeringen syftade att spendera 158,8 miljoner australiska dollar på kollektivtrafik, och New South Wales Public Transport Commission började att formulera anbudskrav. Anbud söktes september 1977 för 40 personvagnar för att bistå delstatens flotta av personvagnar från 1940- och 1950-talen, det var tänkt att dessa skulle likna Southern Aurora-vagnarna. I november samma år söktes även anbud om nya dieselmotorvagnar för pendeltågslinjerna runt om Newcastle och Wollongong. Väl i maj 1978 hade det inte skrivits avtal än, men nya anbud, även dessa för dieselmotorvagnar, hade sökts. Målet med den nya upphandlingen var att skaffa tåg anpassade till resor mellan Sydney och Wollongong, Newcastle samt Canberra. Ingående i anbudskraven var bilagan Appendix D.
Appendix D, som bestod av endast nio meningar, inbjöd företag att lämna in förslag om tåg som bland annat hade "en största tillåtna hastighet på 160 km/h" och som förmådde hålla "en genomsnittshastighet på 110 km/h på sträckan Sydney–Canberra." Tilläggets berodde på att NSWPTC:s chefskommissarie och chefscivilingenjör hade besökt Storbritannien januari 1978, där de efter åskådning av landets High Speed Train hade övertygats om att New South Wales behövde överge lokdragna tåg. Commonwealth Engineering (Comeng) övervägde att erbjuda ett tåg baserat på Bombardier LRC, som företaget hade tillgång till genom licensavtal med Bombardier i Kanada, men ansåg tåget vara för tungt för New South Wales. Även SPV2000 av Budd Company, som Comeng också hade licensavtal med, hade betraktats som en möjlighet men avfärdades av Comeng eftersom det var för stort för New South Wales lastprofil.
Ett tredje alternativ var brittiska High Speed Train. Comeng hade inte licensavtal med tågets utvecklare, British Rail, men inledde samtal med Graham Calder som var på besök i Sydney vid tiden Comeng beredde sitt anbud. Calder, som anses vara High Speed Trains fader, var vid den tiden anställd av Brush Electrical Engineering Ltd som tillverkade HST:s banmotorer. Comeng tecknade ett preliminärt avtal med Transmark (en avdelning inom British Rail) innan anbudet, som innehåll broschyren HST by Comeng (HST av Comeng), lämnades in. Comeng var det enda företaget att erbjuda ett tåg dimensionerat efter Appendix D, men NSWPTC visade ringa intresse.
I juli 1978 avslöjade The Daily Telegraph för allmänheten att Comeng hade föreslagit att bygga HST-liknande tåg och att dessa kunde bli en verklighet inom två år. Ännu i augusti 1978 hade det inte skrivits avtal för att bygga nya tåg, och Comeng anordnade en rad möten mellan personer från regeringen, NSWPTC, British Rail, GEC Paxman (som tillverkade HST:s motorer) och Brush i syfte att sälja tåget. I oktober blev regeringen Wran omvald, även denna gång hade kollektivtrafik varit främst i kampanjandet. I samband med ett regeringsmöte den 6 februari 1979 i Armidale, som låg i en valkrets som regeringen knappast behöll mandat i, vände sig Wran till transportministern och frågade om denne hade något som kunde annonseras. Senare höll Wran upp en modell på High Speed Train och annonserade "det här är för Armidalefolket."

### Avtalet skrivs och tillverkning (1979–1981)
Wran hade meddelat att det skulle köpas 100 fordon för sammanlagt 45 miljoner dollar. Eftersom New South Wales redan hade lånat mycket pengar var det osäkert hur delstaten skulle bekosta tågen eftersom New South Wales behövde tillstånd från federala Loan Council, som satte tak på hur mycket en delstat kunde låna, för att låna pengar. Ungefär samtidigt som annonsen gjordes hade någon inom New South Wales Public Transport Commission döpte tåget till Express Passenger Train, vilket blev förkortat till XPT. I mars 1979 meddelades det att regeringen skulle beställa 26 drivenheter (lok), 32 ordinära sittvagnar, 25 sittvagnar med utrymme för tågmästaren, 9 byffévagnar, samt 8 manövervagnar. Trots meddelandet hade inget avtal skrivits eftersom NSWPTC och Comeng bråkade om vilken boggi tåget skulle använda, bland annat motstånd från NSWPTC.
Bland de boggier som var tänkta att användas under tåget var den av British Rail utvecklade BT10, och av Comeng utvecklade CT22. Comeng menade att det inte kunde garantera tågets gångegenskaper om företaget begränsades i boggival. I syfte att avgöra vilken boggi som skulle användas gavs British Rail uppdraget att simulera boggiprestandan på New South Wales spår, och i juni 1979 meddelade British Rail att BT10 inte visade sig vara lämplig; något som återigen bekräftades i juli samma år. Trots beskedet fattades inget beslut då. Den 2 augusti 1979 mottog Comeng ett brev från NSWPTC beställande tio drivenheter och tjugo personvagnar för att bilda fyra tågsätt på fem vagnar med två lediga drivenheter. Vagnarna utgjordes av tolv 2:a klass sittvagnar, fyra 1:a klass byffévagnar och fyra 1:a klass sittvagnar med tågmästarkupé. I brevet antogs det att tågen skulle byggas med BT10-boggier, detta stämde inte eftersom Comeng fortfarande erbjöd endast CT22-boggier. Detta innebar att boggibråket förblev olöst.
Comeng hade avsett att bygga hela tåget i rostfritt stål, men NSWPTC:s chefsingenjör krävde att drivenheterna kulle byggas i kolstål, precis som High Speed Train. Eftersom kolstål erfordrade en tyngre konstruktion behövde drivenheterna förkortas med 460 millimeter för att hålla vikten under den största tillåtna axellasten. Andra skillnader mellan XPT och HST var att motorn blev nedgraderad och kylarna blev väsentligt större för att bättre passa New South Wales högre temperaturer, nedväxlande för att klarar av brantare lutningar, bättre krockskydd, omdesignad förarhytter efter unionskrav, större bränsletank, och nya ljusstarka strålkastare. Det uppskattades att 75–80 procent av drivenheten blev omdesignad, bland annat använde Comeng en förarhytt tillverkad av glasfiberarmerad plast som var lättare och starkare än HST:s förarhytt, medan vagnarna var av en helt ny design.
Boggifrågan hade förblivit oavgjord, och för att få ett slutgiltigt svar på frågan flögs två BT10-boggier till New South Wales för att provköras parallellt med två CT22-boggier. Provkörningarna inleddes februari 1980 vid hastigheter upp till 145 km/h. Eftersom det inte fattats beslut om vilken boggi skulle användas ritades vagnarna för att kunna använda båda typer, något som ökade deras vikt. Ett provisoriskt utlåtande utfärdat april 1980 bekräftade det som Comeng redan redovisat i en rapport för NSWPTC, att CT22-boggin var överlägsen. British Rails slutliga rapport släpptes juni 1980, och presenterade fakta utan att lämna någon rekommendation. British Rail trodde att de kunde anpassa BT10 till New South Wales spår, och till slut bestämde sig NSWPTC för att använda den modifierade BT10-boggin, som fick beteckningen BT23.
Comeng var tvunget att bygga boggierna enligt brittiska ritningar, och eftersom dessa kostade mer än CT22 fick Comeng ytterligare fyra miljoner dollar från NSWPTC för att täcka kostnaden. Senare visade det sig att BT23-boggierna behövde stor underhållsinsats och har kallats för ett dåligt beslut. En stor del av tågen tillverkades av Comeng vid dess fabrik i Granville, medan vissa delar av personvagnarna och boggierna tillverkades av det av Comengägda företaget Mittagong Engineering i Braemar. Ett avtal värt en miljoner dollar skrevs med ett företag i Wyong för att tillverka XPT:s glasfiberarmerade plastförarhytter. Baserat på HST:s elsystem har XPT ett trefaselsystem på 415 volt 50 Hz, detta var ovanligt på tåg i New South Wales och innebar att alla elapparater behövde specialtillverkas. Då Comeng först lämnade in sitt anbud visades tåget med en blågul färgsättning, och dessa färger hade inte ändrats då marknadsföringsbilder skapades april 1980 av Phil Belbin. Comeng begärde att förbereda nya färgsättningar med röd som huvudfärg, och 50 alternativ skapades av John Dunn tillsammans med Belbin. State Rail Authority of New South Wales (SRA) VD, David Hill, valde ett av dessa i september 1980; och till följd av detta bestämde sig SRA för att måla om hela sin lok- och personvagnsflotta.

### Provkörningar, lansering och mottagning (1981–1982)
Redan under tillverkningen visade media stort intresse i XPT, som kom att kallas för delstatens "supertåg". Fabriken i Granville besöktes ständigt av transportministern Peter Cox, som ofta följdes av TV-nyhetsenheter, och även delegationer från Kina och Saudiarabien. I mars 1981 beslutade David Hill att ställa ut en del av en XPT-vagn och en XPT-förarhytt på Sydney Royal Easter Show i april samma år. Det hade beslutats att de första fordonen skulle levereras den 24 augusti 1981, datumet blev så eftersom delstatsvalet skulle äga rum kort därefter. Cox, Hill och Wran medverkade på överlämningsfirandet då en drivenhet och en personvagn levererades till delstaten; att flera fordon inte var färdiga berodde på strejker av arbetarna hos Comeng. Tågets första körning ägde rum den 28 augusti då det kördes till Sydneys centralstation för en två dagars utställning. Efter detta inleddes en serie provkörningar tillsammans med en Southern Aurora-vagn som hade målats i en liknande färgsättning, och efter några dagar lades ytterligare en XPT-vagn till.
XPT:s första officiella resa skedde den 5 september 1981 då tåget körde tur och retur till Wollongong. Tåget lockade så många åskådare att polisen behövde stänga Thirroul Railway Station efter en bedömning att folkmassan utgjorde en säkerhetsrisk. Resan blev den första i en publicitetsturné som pågick ända till den 19 september, dygnet innan valet. Den 6 september nådde tåget 183 km/h mellan Gerogery och Culcairn, vilket var ett nytt hastighetsrekord i Australien. Detta blev omedelbart meddelat av transportminister i Wagga Wagga. Vid slutet av den 7 000 kilometer långa turnén uppskattades det att 120 000 personer hade sett XPT under dess alla uppehåll. Efter publicitetsturnén återupptogs provkörningar, och i november kördes ett helt sätt (två drivenheter och fem vagnar) för första gången. Kort efter detta förbjöds tåget av fackföreningarna. De ville bland annat att tåget skulle ha två hytter för tågmästaren, utökad byffévagnsbemanning och att en maskintekniker skulle följa med på alla resor. Det rådde även oklarhet om vilken fackförenings medlemmar skulle utföra underhåll på skivbromsarna. Till slut gick regeringen med på fackföreningarnas krav vilket innebar att tåget blev kraftigt överbemannat, och provkörning återupptogs januari 1982.
I augusti 1981 föreslogs det att köra National Railway Museums replika av Rocket bredvid XPT då det senare togs i tjänst. Såväl National Railway Museum som State Rail Authority of New South Wales visade sitt stöd för förslaget, och Rocket ankom till Sydney mars 1982. Innan det kunde köras erfordrades en besiktning av Rockets ångpanna. Ångpannan besiktades av Department of Labour and Industry, som konstaterade att den inte uppfyllde lokala bestämmelser och förbjöd loket att köras. Detta trots att loket uppfyllde motsvarande krav i Europa och Nordamerika. Tillstånd kom dock att beviljas att köra loket på ett specialanlagt spår i Hyde Park, men detta skedde utan anknytning till XPT:s lansering. Rocket och XPT träffade på Sydney Royal Easter Show samma år där båda två var utställda.
XPT lanserades den 8 april 1982 på sträckan Sydney–Dubbo. Denna tjänst, som ersatte lokdragna Central West Express, kallades Central West XPT. Vid lansering kördes tåget tur och retur till Dubbo måndag, onsdag och fredag, och till Orange tisdag, torsdag och lördag. I tidtabellen från 1980 körde Central West Express endast mellan Sydney och Orange. Jämfört med den tidigare tjänsten var XPT nästan två timmar snabbare. Allmänheten var entusiastisk om XPT, men klagade på unisextoaletterna, biljettpriset och stolarna. Till skillnad från andra tåg i New South Wales hade XPT fasta stolar som inte kunde ställas om för att riktas i körriktningen.

### De tidiga åren och nya fordon (1982–1994)
Vid tiden XPT annonserades av Neville Wran var det tänkt att 100 fordon skulle beställas, detta uteblev då endast 30 fordon beställdes, men transportministern Peter Cox försäkrade Comeng att fler beställningar skulle göras. Till följd av XPT:s succé beställdes 1982 ytterligare fem drivenheter, tio 1:a klass sittvagnar med tågmästarutrymme, tre 1:a klass bistrovagnar samt två 1:a klass sittvagnar. De nya vagnarna fick omvändbara stolar, detta till skillnad från de ursprungliga vagnarna som hade fasta stolar inspirerade av stolarna som fanns i franska TGV. SRA beslutade att även de ursprungliga fordonen skulle få omvändbara stolar, som var tyngre än de ursprungliga. En påföljd av detta blev att 1:a klass avskaffades.
Central West XPT kördes till Dubbo varje dag måndag–lördag (med villkorlig söndagstur) från och med den 27 november 1983.
XPT var från början ett premiumtåg, och av den anledningen var det en tilläggsavgift på basbiljettpriset. Baspriset var det samma som för andra tåg på samma sträcka. Då andra tåg hade slutat köras efter XPT:s lansering orsakade detta missnöje bland resenärer och den 13 maj 1985 avskaffades premiumavgiften samtidigt som tåget gjordes tvåklassigt igen.

#### Till Melbourne
Redan i mitten av 1982 hade Victorian Railways inlett samtal med State Rail Authority of New South Wales om att köra XPT på sträckan Sydney–Melbourne, och söndagen den 28 november samma år kördes ett XPT från Albury till Melbourne för utställning. Enligt Victorias transportminister skulle det kosta 15 miljoner dollar för att bli hälftenägare av tre XPT-sätt, och att dagliga turer mellan Sydney och Melbourne inte kunde väntas förrän i slutet av 1984. Förutom några växlar som byttes ut mot nya med tyngre räls, som skulle möjliggöra högre hastighet i Victoria, skedde föga förrän 1984. Den 26 juni 1984 hölls ett möte mellan New South Wales och Victorias transportministrar och representanter från delstaternas järnvägar där parterna kom överens om att förlänga Riverina XPT till Melbourne på helger från och med november 1984. Då XPT besökte Melbourne den 17 februari 1985 hade startdatumet skjutits upp till juli 1985 och en daglig trafik skulle starta 1987. Förseningen berodde på att fackföreningarna krävde en bemanning på sexton personer i Victoria, jämfört med sex i New South Wales. Eftersom frågan förblev oavgjord meddelades det den 18 juli 1985 att planen att köra XPT till Melbourne hade lagts ned tills vidare.
I slutet av 1985 började State Rail Authority att kartlägga sitt tågbehov fram till 1995. I kartläggningen ingick ett förslag om ett nytt snabbtåg, High Performance Train, som skulle köras bredvid XPT. Diskussion inleddes med Victoria och delstaten blev inbjuden att delvis bekosta några tågsätt som skulle köras mellan Sydney och Melbourne. I maj 1986 annonserades High Performance Train av New South Wales transportminister, och samtidigt meddelades det av Victorias regering att den ämnade köpa ett HPT-sätt. Avsikten var att frigöra tillräckligt många XPT så att en Melbournetrafik kunde lanseras. Projektet lades ned 1987, efter anbud hade sökts, till följd av en minskning av SRA:s anslag. Efter detta undersöktes åter en gemensamt ägd flotta av XPT-fordon för att trafikera sträckan till Melbourne, och den 14 november 1989 meddelade Victorias transportminister att trafiken skulle starta innan jul 1991. State Rail Authority gick inte med denna plan eftersom de ville utreda om det vore bättre att ersätta XPT med nya fordon på sträckor inom delstaten och flytta över överflödiga tågsätt till Melbourne-sträckan.
State Rail Authority inledde 1989 samtal med Comeng och begärde anbud på nya XPT-fordon, något som blev försenat då Asea Brown Boveri (ABB) köpte upp Comeng Dandenong. Sedan sovvagnar hade plockats bort från tåg i delstatens North Coastområde uttryckte allmänheten stort missnöje. Missnöjet var så omfattande att regeringen lät utreda om det var möjligt att återinföra sovvagnar. Utredningen visade att så var möjligt och det beslutades att bygga sovvagnar för XPT. I juli 1990 tog SRA kontakt med John Dunn för att formge sovvagnarna, och i samband med detta blev Dunn anställd av ABB. En design skapades där sovvagnarna använde samma vagnskorg som de övriga XPT-vagnarna, på grund av detta var det stor skillnad mellan XPT-sovvagnarna och de som användes på Southern Aurora och Indian Pacific. ABB:s anbud lämnades in den 26 september 1990. Den 23 november 1990 kördes XPT till Melbourne där både New South Wales och Victorias transportministrar skrev avtal om att köpa nya fordon för trafik mellan delstaternas huvudstäder. Arbetet på de nya fordonen startade först juni 1991 då ABB tog emot en formell beställning av SRA. Beställningen utgjordes av två avtal, ett för fyra drivenheter samt ett för åtta 1:a klass sovvagnar (med tågmästarutrymme) och fem 1:a klass sittvagnar.
Drivenheterna byggdes färdigt mellan augusti 1992 och januari 1993. Den första av dessa, XP2015, tillsammans med XP2004 och tre vagnarna, slog nytt hastighetsrekord den 18 september 1992. Under provkörningar nådde tåget 192 km/h mellan Table Top och Yerong Creek. Drivenheterna accepterades av SRA mellan september 1992 och januari 1993, och den sista vagnen blev accepterad i november 1993.

## Fotnoter
1. ↑  CT22 var baserad på SNCF:s boggityp Y32 och en boggi som användes under British Rails Class 313.[13]
2. ↑  BT23 kom att kallas NHA i New South Wales.